# Инокентије Херсонски
Архиепископ Инокентије (рођ. Иван Алексејевич Борисов; 15. [27] децембар 1800, Јелец, Орловска губернија — 26. мај [7. јун] 1857, Одеса) — епископ Руске православне цркве; од 24. фебруара 1848. архиепископ херсонски и тауријски. Члан Руске академије (1836). Члан Светог синода од 26. августа 1856. године. Познати проповедник.
Године 1997. канонизован је за локално поштованог светитеља Одеске епархије Украјинске православне цркве (Московске патријаршије). 8. децембра 2005. године, по благослову патријарха московског и све Русије Алексија II, успомена на њега уврштена је у календар Руске православне цркве. Архијерејски Сабор Руске Православне Цркве благословио је 30. новембра 2017. године општецрквено поштовање Светог Инокентија, архиепископа херсонског.

## Породица и образовање
Рођен у свештеничкој породици. Завршио је Вороњешку окружну школу. Године 1819. завршио је Орловску богословију. У Богословији седео за истим столом са Иродионом Соловјовим, будућим Епископом кавкаско-црноморским Јеремијом, са којим је задржао топло пријатељство до краја свог живота.
Још док је студирао на академији показао се као талентован проповедник. Према речима митрополита Мануела (Лемешевског), будући епископ је већ у младости показао своје изузетне способности:
Поред слушања предавања, бавио се доста самообразовањем и понекад је својим друговима излагао учење овог или оног филозофа са таквом јасноћом и једноставношћу да је то превазилазило професорска предавања. Све науке су му биле лаке. Једногласно је признат као први студент академије.
Године 1823. дипломирао је на Кијевској богословској академији најпре у академском извођењу са звањем магистра богословља.

## Биографија
Од 28. августа 1823. године – инспектор и професор црквене историје и грчког језика у Петроградској богословији.
Од 1823. истовремено је био и ректор петербуршке школе Александра Невског.
10. децембра 1823. године замонашен је и рукоположен у чин јерођакона.
Од 29. децембра 1823. године – јеромонах.
Од 10. децембра 1824. године – дипломирани богослов на Петербуршкој богословској академији.
Од 2. септембра 1825. – инспектор Петроградске богословске академије.
Од 6. јануара 1826. - ванредни професор богословије на Петроградској богословској академији.
16. марта 1826. године подигнут је у чин архимандрита.
Године 1829. добио је степен доктора теологије.
Од 27. августа 1830. - ректор и професор богословије на Кијевској богословској академији.
Од 3. октобра 1836. - Епископ Чигирински, викар Кијевске епархије, администратор Кијевско-Михољског манастира. Истовремено је остао на месту ректора Кијевске богословске академије.
Од 1. марта 1840. године - епископ вологдски и устјушки.
Од 31. децембра 1840. - епископ харковски и ахтирски.
15. априла 1845. године уздигнут је у чин архијереја.
Од 24. фебруара 1848. - архиепископ херсонски и тауријски.
Захваљујући чину архиепископа, на рушевинама Херсона, који је уништен током опсаде Севастопоља, ту су биле смештене батерије које су Французи изградили са магацинима барута и рововима који су пресекли читаву област; 1861. подигнуо је на том месту манастир.

### Научник и професор
Док је предавао у Петрограду и Кијеву, епископ Инокентије се показао као изузетан учитељ.
Увео је нову методу излагања теологије – историјску и историјско-компаративну, широко користећи приручнике западне богословске литературе, углавном протестантске, и радећи на оригиналан начин из примарних извора. Током својих 16 година као професор, самостално је предавао све главне гране теологије. Поседујући бриљантан дар презентовања, међу студентима је оживео интересовање за научне студије. У Кијеву је постигао укидање наставе богословља на латинском, што је руско богословље држало у ропској зависности од католичке теологије. Увео је нове наставне предмете у складу са степеном научног развоја на Западу. Образовао је читаву генерацију руских теолога и научника, активно је учествовао у реорганизацији верских образовних установа, у припреми нових програма за академске и богословске курсеве.
Био је вођа групе професора на Кијевској богословској академији, која је била укључена у састављање „Догматског зборника”, који је описивао православну доктрину од настанка цркве – овај рад је коришћен као наставно средство за студенте.
Научна делатност епископа Инокентија изазвала је негативан став код најконзервативнијих црквених поглавара, што је довело до „тајне истраге” о његовом начину размишљања, која се, међутим, завршила потпуним ослобађањем. Једна од његових најпознатијих књига - "Последњи дани земаљског живота Исуса Христа" - сматрана је превише "либералном" и стога није поново објављивана 30 година.
Беседе епископа Инокентија у штампаној форми биле су распрострањене по целој Русији; неке од њих су преведене на француски, немачки, пољски, српски, грчки и јерменски. Истовремено, у свом раду руководио се како проповедничким наслеђем светог Јована Златоустог, тако и искуством тако изузетних католичких црквених говорника као што су Жак-Бениње Босуе и Жан-Батист Масијон.

### Црквени администратор
Као епископ Инокентије се старао о унапређењу и материјалног живота и образовања сеоског свештенства. Током кратког времена управљања Вологдском епархијом, бавио се унапређењем рада црквене конзисторије и богословских школа, реновирањем владичанског дома и саборне цркве и проучавањем локалних историјских и културних споменика. Обновио је Тотемски, Ахтирски, Свјатогорски и Георги-Балаклавски манастир, отворио неколико монашких скитова на Криму, успоставио две нове свечане крсне литије у Одеси и надгледао изградњу и реконструкцију цркава.
Покренуо је пописивање манастирских библиотека и пренос рукописа који се у њима чувају у научне центре – богословске академије, као и опис и рестаурацију историјских и културних споменика Крима и Кавказа и других крајева у којима је био владајући епископ. Основао је „бугарског игумана“ у граду Одеси, који је, пре ослобођења Бугарске од власти Османског царства, пружао уточиште и школовање стотинама бугарских омладинаца.
Током Кримског рата, архиепископ Инокентије је показао велику храброст, упркос опасности, обилазећи бојишта, често је био под непријатељском ватром, вршећи службе у логорским црквама, надахњујући војнике са његове проповеди и утехе умирућих. По завршетку рата обилазио је епархију, држао богослужења у порушеним градовима и проналазио средства за обнову цркава оштећених као последица војних операција. Током путовања разболео се и био је приморан да се врати у Одесу, где је и умро.

### Канонизација и поштовање
Архиепископ Инокентије је 1997. године канонизован за локално поштованог светитеља Одеске епархије Украјинске православне цркве Московске патријаршије. У исто време пронађене су и мошти светитеља, које од јуна 2007. године почивају у доњем храму, освећеном њему у част, Преображенском саборном храму у Одеси.